# Sveti Ivan Zelina
Sveti Ivan Zelina  è una città della Croazia di 16 268 abitanti della Regione di Zagabria.